# 大魔神華音
《大魔神華音》是角川書店製作的特攝電視劇，2010年4月2日至10月1日於東京電視系（TV北海道除外）播出，全26話。它是當年大映製作的特攝時代劇電影《大魔神》作為現代電視劇重生的作品。内容与之前有很大不同。2010年1月4日推出漫畫版，由水清十朗作畫。

## 概要
自東映退社的製片高寺重德轉戰角川書店后首次親自操刀的特攝電視作品。腳本由大石真司和荒川稔久擔任，監督則是坂本太郎、鈴村展弘與大峯靖弘。音樂由佐橋俊彥操刀，由豬熊雅太郎的助手野村次郎等人擔任攝影監督。高寺與曾在東映結下特攝緣的創作者們以製作人員的名義集結在一起。年逾七旬的坂本太郎擔任總導演，作為演出陣容的核心，挑起第一、第二及最終話監督的大樑。而演員則多以柴田理惠、長門裕之、渡邊一惠等知名演員擔綱。
原定于2009年10月開播，但因故延期至2010年4月。于2009年6月2日開機，拍攝時間長達七個月，于2009年12月20日殺青。由於以CG映像等尖端技術刻畫反派角色造型的關係，投入成本達到相當于普通電影程度的10億日元。通常深夜檔電視劇每話成本約700萬日元，此番投入金額將近通常的4倍。
由水清十朗作畫的漫畫版于《Young Ace》連載，連載期間為2010年1月4日發售的第7期至2010年9月4日發售的2010年10月號，單行本全2卷。

## 剧情
从山行县来到东京的少女巫崎华音由于男友劈腿而受到了极大的伤害，好像是为了逃避似的改变了住所，在东京的一隅孤独地生活着。这时，从古时候以来几个被选中的由于受到人类的恩情而活着的妖怪——恩妖受长老十藏的命令，来到了东京。
因为被人伤害而忍受着悲伤活着的华音，与因为被人爱而为了报答人类活着的恩妖们相逢之时，围绕着传说中的“武神大人”，像歌唱一样的祈祷，21世纪的寓言开始了。

## 登场人物

### 华音和恩妖们
恩妖是一群被人类宠爱的事物或动物转生而成的妖怪。他们都相信着人类们的善意，并亲切地与人类接触。他们的体形有很大差异，既有像太平、池千代这样和人类差不多的，也有像武神仔一样小小的，还有武神那样十分巨大的。和人类差不多大的恩妖可以变成人的样子。他们变成的人样都是由自己对于那时自己主人的记忆决定的。所以池千代虽然看上去比太平、友助都年轻，但实际上她比这二人都要大。外表和实际年龄之间没有任何关系。

#### 巫崎华音
本作的主人公。20岁，大学生。从心底热爱唱歌，并为了成为歌手而来到东京。但是由于各种各样的事情让她放弃了相信别人的生活，经过与恩妖们的交流，她多少取回了一些对他人的信任。

#### 太平
头盔转生的恩妖。320岁。山形县出身。虽然是个有个诚实的性格的正义的家伙，但是总是先做事再去想，也不懂得察言观色，总是会考虑很多无关的事态而困惑。最初由于华音的忧郁而一再躲避他，但他还是努力地打开了华音的心扉。此外，他很不擅长猜拳。

## 角色表
- 巫崎華音：里久鳴祐果
- 太平：眞島秀和
- 池千代：長澤奈央
- 友助：山中崇
- 澤森：森豪士
- 鷂：小川瀨里奈
- 武神仔（聲音）：皆川純子
- 小丸子（聲音）：佐佐木望
- 武神（聲音）：上條恒彥
- 丸山翼：近藤未來
- 深津要：竹島由夏
- 小時候的華音：森克萊兒
- 巫崎芭六：渡邊一惠
- 華音的奶奶：花原照子
- 守谷：石井正則
- 大學學部長：池田秀一
- 若松：渡部豪太
- 余瀨克拉拉：美山加戀
- 克拉拉的母親：池田有希子
- 明里：有森也實
- 店長：鈴木秋伸
- 阿部：喜屋武千秋
- 鳩岡：鎌田奈津美
- 隔壁的男子：坂本三成
- 靜子：大空真弓
- 小百合：弓惠子
- 老人院的老奶奶：川口節子、今野弘美
- 良作爺爺：樋浦勉
- 巫崎胡格：小田切讓

## 替身演員
- 武神、太平：伊藤慎

## 製作人員
- 製作總指揮：井上伸一郎
- 製片：高寺重徳
- 系列構成：大石真司
- 脚本：大石真司、澄川藍、荒川稔久、大西信介、関口美由紀
- 監督：坂本太郎、鈴村展弘、清水厚、北村拓司、江良圭、大峯靖弘
- 特撮監督：三池敏夫
- 動作監督：小池達朗
- VFX管理：小坂一順
- OP・ED演出:小藤浩一
- 音楽：佐橋俊彦
- 撮影：野村次郎
- 助監督：大峯靖弘除外
- 造型：若狭新一
- 制作片場：DOGSUGAR
- 製作：大魔神華音製作委員會(角川書店、角川映画、OMNIBUS JAPAN、DOGSUGAR、T.Y.Entertainment、COSPA、BANDAI、NBGI、NTT DoCoMo)

## 主題曲
- OP

《Sing your heart out》
作詞：藤林聖子 / 作曲：佐橋俊彦 / 歌：森山良子
- ED


歌：Lia

## 播出信息
| 播出地區       | 電視臺       | 播出日期              | 播出時段（UTC+9）        |
| -------------- | ------------ | --------------------- | ------------------------ |
| 關東廣域圈     | 東京電視台   | 2010年4月2日－10月1日 | 週五 25時23分 - 25時53分 |
| 愛知縣         | 愛知電視台   | 2010年4月5日－10月4日 | 週一 25時28分 - 25時58分 |
| 大阪府         | 大阪電視台   | 2010年4月6日－10月5日 | 週二 25時30分 - 26時00分 |
| 岡山縣、香川縣 | 瀨戶內電視台 | 2010年4月7日－10月6日 | 週三 25時18分 - 25時48分 |
| 福岡縣         | TVQ九州放送  | 2010年4月7日－10月6日 | 週三 25時38分 - 26時08分 |

## 外部連結
- 大魔神華音官方網站 （页面存档备份，存于）（日語）
- 東京電視台官方網站 （页面存档备份，存于）（日語）